# Michelle von Treuberg
Michelle von Treuberg (née le 9 novembre 1992 à Starnberg) est une actrice allemande.

## Biographie
Commençant sa carrière enfant, son rôle le plus important est le rôle de Charlotte dans la trilogie Charlotte et sa bande.
En 2011, elle obtient l'abitur au gymnasium de Starnberg.

## Filmographie
- 2005 : Speer und Er (série télévisée, 2 épisodes)
- 2005 : Dem Himmel sei Dank (TV)
- 2006 : Charlotte et sa bande
- 2006 : Le Mariage de mon père (TV)
- 2007 : Charlotte et sa bande 2 : premières amours
- 2008 : Mit einem Schlag (TV)
- 2009 : Charlotte et sa bande : vers l'âge adulte
- 2009 : Division criminelle (SOKO Köln), épisode Nicht von schlechten Eltern
- 2019 : Reiterhof Wildenstein, épisode Kampf um Jacomo
- 2019 : Hartwig Seeler – Ein neues Leben (TV)